# Dana Reeve
Dana Charles Reeve (de soltera Morosini; Teaneck, Nueva Jersey; 17 de marzo de 1961-Nueva York, 6 de marzo de 2006) fue una actriz, cantante y activista estadounidense que se hizo especialmente conocida por ser la esposa del actor Christopher Reeve, además por ser la presidente de la Fundación Christopher & Dana Reeve para el estudio de la parálisis y el cultivo de células madre.

## Biografía
Reeve nació en Nueva Jersey, hija de un conocido médico cardiólogo, Charles Morosini y Helen Simpson Morosini.
Su familia se trasladó al estado de Nueva York y residió en Greenburgh. Estudió en Edgemont High School y en Vermont, en el Middlebury College especializándose en literatura inglesa en 1984.
Más tarde, viajó a Inglaterra e ingresó a la Academia Real de Arte Dramático en Londres y en Instituto de las Artes de California en Estados Unidos graduándose con un doctorado en Humanidades.
Dana conoció a Christopher Reeve en junio de 1987 durante el Festival de Artes de Williamstown en Massachusetts cuando ella cantaba en un cabaret nocturno. Christopher Reeve se acercó a la mesa en que ella estaba y se presentó, aunque no la impresionó. 
Dana comentó a una amiga cuando conoció a Reeve:

Podría ser un arrogante, y engreído, una  estrella de cine idiota, y yo no quiero tener nada que ver con él.

La relación si bien fue difícil al comienzo prosperó en pocos meses y se comprometieron, finalmente se casaron el 11 de abril de 1992 en la misma localidad donde se conocieron. Reeve para cuando conoció a Dana ya se había separado de su primera esposa Gae Exton. Su hijo Will nació el 7 de junio de ese año. Reeve ya tenía dos hijos de su matrimonio anterior con Exton, Max y Alexandra.
Debida a la intensa vida profesional de ambos, no hubo luna de miel formal ya que Dana estaba comprometida en el teatro y el actor promovía un film.
El matrimonio adquirió una granja en Villa Bedford en el condado de Mánchester en Nueva York. Dana Reeve era aficionada a la equitación  y transmitió esta pasión a su esposo, quien practicaba además muchos deportes y aficiones. Además, se unieron a varias causas benéficas por el Medio Ambiente.
El 27 de mayo de 1995, durante un concurso de equitación con salto de obstáculos en Culppeper (Virginia), Christopher Reeve cayó de su caballo y aterrizó de cabeza produciéndose una cuasi decapitación que provocó una lesión cervical muy severa que lo dejó tetrapléjico y sin capacidad de respirar. Los médicos salvaron la vida de Reeve pero anunciaron que la lesión era de carácter irreversible. Fue el fin de la carrera de Reeve.
Reeve pasó 6 meses en el Instituto de Rehabilitación Kessler en Nueva Jersey, y Dana transformó la casa para adecuarse a la nueva realidad familiar.
Su esposo al tomar conciencia de la dura etapa que vivía manifestó a su esposa Dana que tal vez debiera dejarlo, a lo que Dana respondió con una simple frase:

Todavía sigues siendo tú y te amo.

Dana abandonó totalmente su carrera para dedicarse a su marido y aprovechando el ínteres internacional por la salud de su esposo fundó la Christopher & Reeve Fundation para el estudio de la parálisis y el cultivo de las células embrionarias llamadas células madre.  En su casa cientos de mensaje de correo electrónico llegaron con aportes para la Fundación y palabras de apoyo.

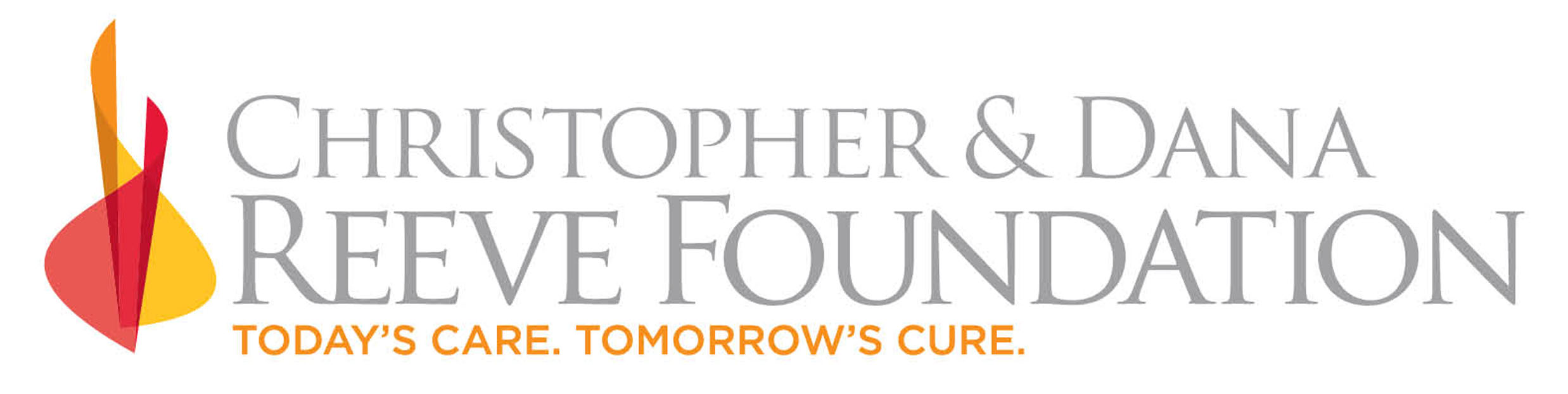
Logo oficial de la Fundación Christopher & Dana Foundation.

Dana se ganó el respeto y la admiración mundial por su abnegada y sacrificada labor en pro de su esposo y la Fundación mientras que ella luchaba contra las enfermedades latentes que Reeve en su estado podía adquirir. Muchos científicos y  médicos se acercaron a prestar su colaboración.
Gracias al apoyo fundamental de Dana, Reeve a pesar de su estado pudo recuperar su estabilidad emocional, asumir su estado y realizar actividades públicas, y también en el cine. La lucha del actor fue ardua llegando incluso a obtener discretos grados de recuperación de los movimientos de sus miembros en el lado izquierdo sorprendiendo a muchos por su coraje y tenacidad.
En 1997, Dana cantó la canción del título en la banda sonora de la serie de la HBO, "In the Gloaming", dirigida por su marido. 
A principios de 2004, protagonizó "The Brooke Ellison Story", una película hecha para televisión sobre la vida del joven discapacitado  Brooke Ellison, el primer tetrapléjico para graduarse de la Universidad de Harvard, bajo la dirección de su marido Christopher Reeve. 
Dana Reeve apoyó públicamente al candidato presidencial John Kerry, mientras que George Bush suspendía la provisión de los fondos para la investigación con células madre embrionarias
en agosto de 2001.
El 9 de octubre de 2004, mientras Dana se alejaba por primera vez en años del lado de su esposo para cumplir algunos compromisos Reeve fue tratado con un antibiótico para una úlcera persistente; el medicamento resultó adverso para Reeve y sufrió un ataque cardíaco entrando en coma sostenido. Falleció al día siguiente. Pocas horas antes de morir, Dana lograba llegar al lecho de muerte de su marido.

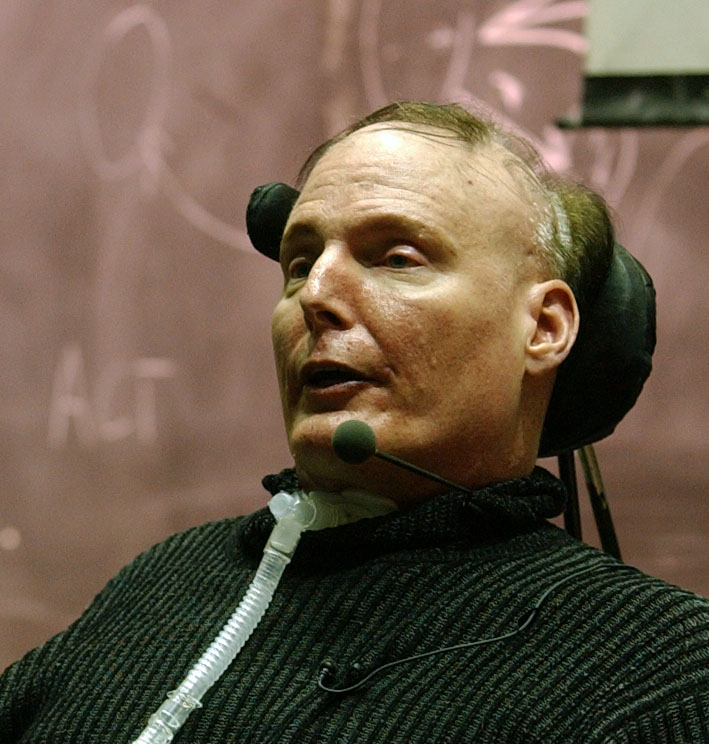
Christopher Reeve dando una conferencia.

Dana asumió la presidencia de la Fundación con unánime apoyo y declaró que la misión que su marido dejaba era para ella un deber inalienable e incaducable.

### Últimos años
Sin embargo, la adversidad nuevamente golpearía la puerta el 9 de agosto de 2005. Dana Reeve fue diagnosticada de cáncer al pulmón; un tumor maligno de aproximadamente un año se había desarrollado asintomáticamente a pesar de no ser fumadora.  Muy probablemente contrajo el mal al ser fumadora pasiva, al actuar en cabarets con poca ventilación donde mucha gente fumaba a su alrededor mientras cantaba. Siguió demostrando su natural simpatía y humor a pesar de la lucha que llevó a cabo, tomando como ejemplo la excepcional fortaleza que demostrara su esposo en vida.

-- "Ahora, más que nunca, siento a Chris conmigo cuando afrontó este desafío. Como siempre, le miro como el ejemplo máximo "
Dana Reeve

No obstante, el mal fue muy agresivo, progresó rápidamente y Dana Reeve falleció en el Memorial Sloan-Kettering Medical Center la noche del lunes 6 de marzo de 2006 en Nueva York.
Dana previamente había hecho los arreglos para el cuidado de su hijo Will y contaba con el apoyo de sus hijastros Matthew Reeve Exton y su hermana Alexandra. Le sobreviven además su padre y sus hermanos.
La madre de Dana, Helen Simpson, había fallecido ese año.
El episodio 16 de la quinta temporada de la serie Smallville titulado "Hypnotic" y la película Superman Returns tienen una breve dedicatoria a sus memorias.